# Philip Kerr, XI marchese di Lothian
Philip Henry Kerr, XI marchese di Lothian (Londra, 18 aprile 1882 – Washington, 12 dicembre 1940), è stato un diplomatico scozzese.

## Biografia
Era il figlio maggiore del maggiore generale, Lord Ralph Kerr, terzo figlio di John Kerr, VII marchese di Lothian. Sua madre era Lady Anne Fitzalan-Howard, figlia di Henry Fitzalan-Howard, XIV duca di Norfolk e di Augusta Mary Mina Catherine Lyons, figlia del vice-ammiraglio Edmund Lyons, I barone Lyons. Era un nipote di Edmund Fitzalan-Howard, I visconte FitzAlan di Derwent, e un pronipote di Richard Lyons, I visconte Lyons. Studiò al The Oratory School e al New College per compiere studi storici che vennero conseguiti a pieni voti.
Kerr si trasferisce in Sudafrica nel 1904 e dall'anno successivo fino a 1910 è stato membro di quella che veniva chiamata "Kindergarten di Milner" ovvero una congrega di studenti oxfordiani vicini all'allora Alto Commissario Lord Milner. Sulla base della cultura dei Federalist Papers formulò un progetto federale fra le quattro colonie britanniche in Sudafrica illustrandole su un foglio di cui era direttore, The State. Il successo in quella colonia del principio federale lo spinse insieme a Lionel Curtis a cercare sostegno di intellettuali e politici per trasformare l'impero britannico in una federazione e a tal scopo nel 1910 ritornò nel Regno Unito per fondare e modificare il Round Table Movement che si ampliò in tutti i principali centri dell'impero grazie alla rivista stessa Round Table Journal di cui fu direttore fino al 1916 quando è stato nominato segretario privato del primo ministro David Lloyd George ed in questa veste lo seguì alla Conferenza di pace di Parigi, che poi produsse il Trattato di Versailles, durante tutto il corso dei lavori.
È stato segretario del Rhodes Trust (1925-1939). Nel marzo del 1930 successe a suo cugino nel marchesato ed è entrato nella Camera dei lord. Nel maggio seguente anno è stato nominato vice tenente di Midlothian. Dopo la formazione del governo nazionale nell'agosto 1931, è stato nominato Cancelliere del Ducato di Lancaster da Ramsay MacDonald. Nel novembre dello stesso anno è stato nominato Segretario di Stato per l'India, incarico che ha ricoperto fino al 1932.
Lothian riteneva che la Germania era stata trattata ingiustamente e duramente dal Trattato di Versailles e dopo la sua firma è diventato un sostenitore incrollabile della revisione del trattato in favore della Germania (1920-1930), una politica conosciuta come Appeasement. Nel gennaio del 1935 e nel maggio 1937 si recò in Germania per incontrare Adolf Hitler. Tornato in patria dopo il primo incontro, Lothian affermò che "la Germania non voleva la guerra ed era disposta a rinunciare assolutamente...sempre che le si fosse data una reale uguaglianza".
Dopo che Chamberlain firmò l'accordo di Monaco con Hitler nel 1938, Lothian espresse il suo sollievo e disse che Chamberlain aveva fatto "un lavoro meraviglioso". Tuttavia, cambiò idea dopo la violazione di Hitler del patto e dell'occupazione della Cecoslovacchia nel marzo 1939. Nel settembre del 1939, è stato nominato ambasciatore negli Stati Uniti, incarico che mantenne fino alla morte l'anno successivo. Era stato un membro del Consiglio della Corona nell'agosto del 1939.

## Morte
La famiglia Kerr era fedele della Chiesa Cattolica Romana. La sua stretta amicizia con Nancy Astor, lo portò alla loro conversione al Cristianesimo scientista.
Morì il 12 dicembre 1940, a Washington. Non si sposò mai e non lasciò eredi, così il marchesato passò al cugino, Peter. Lasciò Blickling Hall al National Trust.

## Ascendenza
|                                            |                                    |                                          | Genitori                                         |  |  | Nonni |  |  | Bisnonni                             |  |  | Trisnonni                           |  |
|                                            |                                    |                                          |                                                  |  |  |       |  |  | William Kerr, VI marchese di Lothian |  |  | William Kerr, V marchese di Lothian |  |
|                                            |                                    |                                          |                                                  |  |  |       |  |  | William Kerr, VI marchese di Lothian |  |  | William Kerr, V marchese di Lothian |  |
|                                            |                                    | Elizabeth Fortescue                      |                                                  |  |  |       |  |  | William Kerr, VI marchese di Lothian |  |  |                                     |  |
| John Kerr, VII marchese di Lothian         |                                    |                                          |                                                  |  |  |       |  |  | William Kerr, VI marchese di Lothian |  |  |                                     |  |
|                                            |                                    | Harriet Lowry-Corry                      | John Hobart, II conte di Buckinghamshire         |  |  |       |  |  |                                      |  |  |                                     |  |
|                                            |                                    | Harriet Lowry-Corry                      | John Hobart, II conte di Buckinghamshire         |  |  |       |  |  |                                      |  |  |                                     |  |
|                                            |                                    | Harriet Lowry-Corry                      | Mary Ann Drury                                   |  |  |       |  |  |                                      |  |  |                                     |  |
| Ralph Kerr                                 |                                    | Harriet Lowry-Corry                      |                                                  |  |  |       |  |  |                                      |  |  |                                     |  |
|                                            |                                    | Charles Chetwynd-Talbot, II conte Talbot | John Chetwynd-Talbot, I conte Talbot             |  |  |       |  |  |                                      |  |  |                                     |  |
|                                            |                                    | Charles Chetwynd-Talbot, II conte Talbot | John Chetwynd-Talbot, I conte Talbot             |  |  |       |  |  |                                      |  |  |                                     |  |
|                                            |                                    | Charles Chetwynd-Talbot, II conte Talbot | Charlotte Hill                                   |  |  |       |  |  |                                      |  |  |                                     |  |
| Cecil Chetwynd-Talbot                      |                                    | Charles Chetwynd-Talbot, II conte Talbot |                                                  |  |  |       |  |  |                                      |  |  |                                     |  |
|                                            |                                    | Frances Lambart                          | Charles Lambart                                  |  |  |       |  |  |                                      |  |  |                                     |  |
|                                            |                                    | Frances Lambart                          | Charles Lambart                                  |  |  |       |  |  |                                      |  |  |                                     |  |
|                                            |                                    | Frances Lambart                          | Frances Dutton                                   |  |  |       |  |  |                                      |  |  |                                     |  |
| Philip Kerr, XI marchese di Lothian        |                                    | Frances Lambart                          |                                                  |  |  |       |  |  |                                      |  |  |                                     |  |
|                                            | Henry Howard, XIII duca di Norfolk | Bernard Howard, XII duca di Norfolk      |                                                  |  |  |       |  |  |                                      |  |  |                                     |  |
|                                            | Henry Howard, XIII duca di Norfolk | Bernard Howard, XII duca di Norfolk      |                                                  |  |  |       |  |  |                                      |  |  |                                     |  |
|                                            | Henry Howard, XIII duca di Norfolk | Elizabeth Belasyse                       |                                                  |  |  |       |  |  |                                      |  |  |                                     |  |
| Henry Fitzalan-Howard, XIV duca di Norfolk | Henry Howard, XIII duca di Norfolk |                                          |                                                  |  |  |       |  |  |                                      |  |  |                                     |  |
|                                            |                                    | Charlotte Sophia Leveson-Gower           | George Leveson-Gower, I duca di Sutherland       |  |  |       |  |  |                                      |  |  |                                     |  |
|                                            |                                    | Charlotte Sophia Leveson-Gower           | George Leveson-Gower, I duca di Sutherland       |  |  |       |  |  |                                      |  |  |                                     |  |
|                                            |                                    | Charlotte Sophia Leveson-Gower           | Elizabeth Sutherland, XIX contessa di Sutherland |  |  |       |  |  |                                      |  |  |                                     |  |
| Anne Fitzalan-Howard                       |                                    | Charlotte Sophia Leveson-Gower           |                                                  |  |  |       |  |  |                                      |  |  |                                     |  |
|                                            |                                    | Edmund Lyons, I barone Lyons             | John Lyons                                       |  |  |       |  |  |                                      |  |  |                                     |  |
|                                            |                                    | Edmund Lyons, I barone Lyons             | John Lyons                                       |  |  |       |  |  |                                      |  |  |                                     |  |
|                                            |                                    | Edmund Lyons, I barone Lyons             | Catharine Walrond                                |  |  |       |  |  |                                      |  |  |                                     |  |
| Augusta Lyons                              |                                    | Edmund Lyons, I barone Lyons             |                                                  |  |  |       |  |  |                                      |  |  |                                     |  |
|                                            |                                    | Augusta Louisa Rogers                    | Josias Rogers                                    |  |  |       |  |  |                                      |  |  |                                     |  |
|                                            |                                    | Augusta Louisa Rogers                    | Josias Rogers                                    |  |  |       |  |  |                                      |  |  |                                     |  |
|                                            |                                    | Augusta Louisa Rogers                    | Mary                                             |  |  |       |  |  |                                      |  |  |                                     |  |
|                                            |                                    | Augusta Louisa Rogers                    |                                                  |  |  |       |  |  |                                      |  |  |                                     |  |